# Pristimantis sirnigeli
Espèce
Pristimantis sirnigeli est une espèce d'amphibiens de la famille des Craugastoridae.

## Répartition
Cette espèce est endémique d'Équateur. Elle rencontre dans les provinces de Pichincha et d'Imbabura de 2 800 à 3 050 m d'altitude sur la cordillère Occidentale.

## Description
Les mâles mesurent de 18,6 à 20,6 mm et les femelles de 21,1 à 24,1 mm.

## Étymologie
Cette espèce est nommée en l'honneur de Nigel Simpson.

## Publication originale
- Yánez-Muñoz, Meza-Ramos, Cisneros-Heredia & Reyes, 2010 : Descripción de tres nuevas especies de ranas del género Pristimantis (Anura: Terrarana: Strabomantidae) de los bosques nublados del Distrito Metropolitano de Quito, Ecuador. Avances en Ciencias e Ingenierías, vol. 2, no 3, p. 16-27 (« texte intégral »(Archive.org • Wikiwix • Archive.is • Google • Que faire ?)).